# Сниппе, Йелле
Йелле Сниппе (нидерл. Jelle Snippe; род. 19 сентября 1998, Энсхеде, Оверэйссел) — нидерландский дзюдоист, бронзовый призёр чемпионата Европы 2023 года, серебряный призёр чемпионата Европы среди смешанных команд, бронзовый призёр III Европейских игр.

## Биография
Йелле Сниппе борется в весовой категории свыше 100 килограммов и представляет Нидерланды на международной спортивной арене.
На чемпионате Европы по дзюдо среди смешанных команд в 2022 году во Франции в составе Нидерландов завоевал серебряную медаль. 
В марте 2023 года стал победителем турнира Большого шлема в Анталье, в Турции. Летом 2023 года на III Европейских играх в Кракове в составе смешанной команды дзюдоистов из Нидерландов завоевал бронзовую медаль турнира. 
В ноябре 2023 года, в Монпелье, на чемпионате Европы, нидерландский дзюдоист в весовой категории свыше 100 кг стал обладателем бронзовой медали, в поединке за третье место победив словацкого спортсмена Мариуса Фицеля.